# Desnivel acumulado

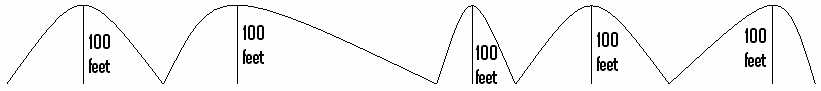
Desnivel acumulado.

El desnivel acumulado es la suma de todos los desniveles que se salvan en una ruta. Este término se usa mucho en el mundo del montañismo, puesto que este es uno de los factores más importantes en la clasificación de una ruta según su dificultad. Generalmente, una ruta de montaña en la que el denivel acumulado es superior a los 600 metros se la considera de "Dificultad media", mientras que si supera los 1000 metros la ruta pasa a ser de "Dificultad alta". Evidentemente estos valores no son fijos ni absolutos ya que en la evaluación de la dificultad de una ruta intervienen otros muchos factores del relieve y de los propios deportistas.
A su vez hay que distinguir entre desnivel acumulado subiendo o desnivel positivo, y desnivel acumulado bajando o desnivel negativo. La suma de ambos desniveles, es lo que da como resultado el desnivel acumulado o desnivel total, debiendo diferenciarse del desnivel neto, que únicamente se refiere a la diferencia de altitud entre dos puntos.
En un recorrido cuyo punto de salida y llegada sea el mismo, la diferencia entre los desniveles acumulados positivo y negativo siempre será cero. Es decir siempre la suma de desniveles positivos coincidirá con la suma de desniveles negativos. En ocasiones, ocurre que un navegador GPS de montaña, da diferentes sumas de desniveles positivos y negativos, esto es debido a la imprecisión del navegador GPS al conectar con más o menos satélites a lo largo del recorrido, lo que puede dar una lectura errónea de altitud.